# Daniel Marks
Daniel J. Marks (* 1962 oder 1963) ist ein US-amerikanischer Dokumentarfilmer.

## Leben
Daniel Marks studierte an der University of Southern California Anthropologie an dem Center for Visual Anthropology, ein zu jener Zeit noch relativ neues Feld, bei dem es darum geht, aus überwiegend dokumentarischen Filmen Daten über das Verhalten von Menschen zu sammeln.
Im Rahmen seines Studiums beobachtete er zusammen mit seinem Mitstudenten Thomas B. Fleming fast zwei Jahre den Arbeitsalltag einer Spezialeinheit des Los Angeles County Sheriff’s Department, die sich mit der zunehmenden Ganggewalt in South Central Los Angeles auseinandersetzte. Aus der Arbeit entstand 1987 der 30-minütige Dokumentarfilm Gang Cops, der bei der Oscarverleihung 1989 als Bester Dokumentar-Kurzfilm nominiert war.
1992 produzierte er Jean-Pierre Gorins Dokumentarfilm My Crasy Life über eine samoanische Streetgang in Long Beach, Kalifornien.